# Hiperplano

Plano afín en el espacio real tridimensional.

En geometría, un hiperplano es una extensión del concepto de plano.
En un espacio unidimensional (como una recta), un hiperplano es un punto: divide una línea en dos líneas. En un espacio bidimensional (como el plano xy), un hiperplano es una recta: divide el plano en dos mitades. En un espacio tridimensional, un hiperplano es un plano corriente: divide el espacio en dos mitades. Este concepto también puede ser aplicado a espacios de cuatro dimensiones y más, donde estos objetos divisores se llaman simplemente hiperplanos, ya que la finalidad de esta nomenclatura es la de relacionar la geometría con el plano.

## Definición formal
En general, dado un espacio afín de dimensión  n, un hiperplano es un subespacio afín de dimensión n-1. En otras palabras, un hiperplano es un análogo de muchas dimensiones al plano (de dos dimensiones) en el espacio tridimensional.
Un hiperplano afín en un espacio n-dimensional puede ser descrito por una ecuación lineal no degenerada con la siguiente forma:
{\displaystyle a_{1}x_{1}+a_{2}x_{2}+...+a_{n}x_{n}=b}
Aquí no degenerada significa que no todas las ai son 0. Si b=0, se obtiene un hiperplano lineal, que pasa a través del origen.
Las dos mitades del espacio definidas por un hiperplano en espacios de n dimensiones son:
{\displaystyle a_{1}x_{1}+a_{2}x_{2}+...+a_{n}x_{n}\leq b}
y 
{\displaystyle a_{1}x_{1}+a_{2}x_{2}+...+a_{n}x_{n}\geq b}